# Roger de Wendover
Roger de Wendover (¿? - 6 de mayo de 1236) fue un cronista inglés del siglo XIII probablemente originario de Wendover en Buckinghamshire. En una fecha incierta se convirtió en monje en la Abadía de St Albans, después fue nombrado prior de la célula de Belvoir, pero perdió esta dignidad en los primeros años de Enrique III, después de haber sido encontrado culpable de derrochar las donaciones. Pasó sus últimos años en St Albans, donde murió el 6 de mayo de 1236.

## Biografía
Fue el primero de los cronistas importantes que trabajabaron en St Albans. Su crónica más conocida se llama Flores Historiarum. La crónica se basa en gran parte en material que ya existía en St Albans. El núcleo real de la primera parte de la Flores Historiarum se supone que fue la compilación de John de Cella (también conocido como John de Wallingford), que fue abad de St Albans de 1195 a 1214, aunque esto es cuestionable.
El trabajo de John comenzó a partir de 1188 y fue revisado y continuado por Roger hasta 1235, el año previo a su muerte. Roger afirma en su prólogo haber seleccionado «de los libros de los escritores católicos dignos de crédito, así como flores de varios colores se obtienen de diferentes campos». Por lo tanto llamó a su trabajo Flores Historiarum, un título apropiado en el siglo XIII para una extensa compilación. Se inició en St Albans, pero se completó finalmente en Westminster basado en la Crónica de Mateo de París. La obra fue atribuida un tiempo a Matthew de Westminster, pero ahora se sabe que nunca existió un cronista real que tuviera ese nombre.
El trabajo de Roger de Wendover, sin embargo, ahora se valora no tanto por lo que compiló de autores anteriores sino por su narrativa detallada y dinámica de los acontecimientos contemporáneos, desde 1216 hasta 1235, incluyendo la firma de la Carta Magna. Un ejemplo de ello es su descripción de la acción de las tropas del rey Juan I de Inglaterra en el norte durante la amarga guerra al final de su reinado:

Toda la tierra estaba cubierta de estos brazos del diablo, como langostas, que se reunieron para borrar todas las cosas desde el as de la tierra, porque, corriendo con las espadas desenvainadas y cuchillos, saquearon las ciudades, casas, cementerios, iglesias, robando a todos, sin afectar ni las mujeres ni a los niños.

La obra Revelation of St Nicholas to a monk of Evesham fue escrita en 1196, pero el autor es desconocido. Se le encuentra en forma abreviada en el Flores Historiarum en el año 1196. Se trata de una curiosa alegoría religiosa que trata de la peregrinación de un alma desde la muerte a través del purgatorio y del paraíso al cielo. El monje, conducido por San Nicolás, es llevado de un lugar a otro en el purgatorio, donde se reúne y conversa con personas de diferentes rangos, que relatan sus historias y su sufrimiento. Del purgatorio avanza lentamente hacia el paraíso y finalmente llega a las puertas del cielo, después de lo cual despierta.
Otra visión narrada por Roger es la conocida como visión de Thurchill (1206), en la que se relata la visita de este campesino al lugar del juicio, el infierno, el purgatorio y el paraíso. Acompañado de san Julián el Hospitalario, Thurchill es testigo del juicio a las almas de los muertos, donde las de color blanco van directamente al paraíso, las blancas y negras al purgatorio, y las negras son pesadas por san Pablo y el diablo: si la balanza cae del lado del primero, las almas van al purgatorio; si cae del lado del segundo, estas descienden al infierno.

## Obra
El trabajo de Roger se dio a conocer a través de un manuscrito del siglo XII de la Biblioteca Bodleiana (manuscrito Douce 207), una copia mutilada del siglo XIV de la Biblioteca Británica (manuscrito Cotton Otto B. v.), y la edición preparada por Mateo de París que forma la primera parte de la Chronica Majora (ed. Henry Richards Luard, Rolls Series, 7 vols). La mejor edición de las obras de Roger es la de H. O. Coxe (4 vols, Londres, 1841 - 1824), hay otro (de 1154) en los Rolls Series de H. G. Hewlett (3 vols, 1886-1898).